# Грифф, Мелисса
Мелисса Грифф (англ. Melissa Greeff; род. 15 апреля 1994, Кейптаун) — южноафриканская шахматистка, гроссмейстер (2009) среди женщин.
Победительница 5-го чемпионата Африки (2009, Триполи). Участница чемпионата мира 2010 года. В составе сборной ЮАР участница трёх Олимпиад (2008—2012).
Обучалась в Торонтском университете.

## Изменения рейтинга
| Графики недоступны из-за технических проблем. См. информацию на Фабрикаторе и на mediawiki.org. |